# Shake Milton
Malik Benjamin „Shake“ Milton (* 26. September 1996 in Owasso, Oklahoma) ist ein US-amerikanischer Basketballspieler, der seit 2025 bei KK Partizan Belgrad unter Vertrag steht. Von 2015 bis 2018 spielte er für die Southern Methodist University (SMU). Milton wurde im NBA-Draftverfahren 2018 in der zweiten Runde an 54. Stelle von den Dallas Mavericks ausgewählt und dann an Philadelphia abgegeben.

## Werdegang

### Schulzeit
Milton machte bereits in seiner Highschool-Zeit an der Owasso High School in seinem Heimatort Owasso (US-Bundesstaat Oklahoma) auf sich aufmerksam, als er die Auszeichnung Gatorade Player of the Year für den Bundesstaat Oklahoma sowohl in der Spielzeit 2013/14 als auch 2014/15 verliehen bekam. Er erzielte in seiner Senior-Saison im Durchschnitt 29,7 Punkte und 4,4 Assists und wurde auch als Tulsa World Player of the Year und Oklahoma Super 5 Player of the Year ausgezeichnet.

### NCAA
Nach der Highschool entschied sich Milton im Sommer 2015 für die Southern Methodist University (SMU) in Texas. In seinem ersten Jahr bestritt er für die Mustangs 30 Spiele (davon 23 als Starter), in denen er durchschnittlich 10,5 Punkte, 3 Rebounds und 2,7 Assists verzeichnen konnte. Hierfür wurde er in das AAC-All-Rookie-Team berufen.
Im Sommer 2016 war er Mitglied einer US-Auswahlmannschaft auf der Goodwill-Tour in Kroatien.
In der Saison 2016/17 stand er in allen 35 Spielen in der Anfangsaufstellung und erzielte im Durchschnitt 13,0 Punkte, 4,5 Assists und 1,3 Steals pro Spiel. In dieser Saison wurde er ebenso wie in seinem dritten Jahr in das Second-team All-AAC berufen.  In jenem dritten Jahr (Saison 2017/18) absolvierte Milton 22 Spiele für die Mustangs mit durchschnittlich 18,0 Punkten, 4,7 Rebounds, 4,4 Assists und 1,4 Steals pro Spiel, bevor eine gebrochene rechte Hand seine Saison beendete.

### NBA
Nach drei Jahren am College entschied sich Milton dafür, sich für den NBA-Draft anzumelden. Er wurde von den Dallas Mavericks in der zweiten Runde (54. Pick) der NBA-Draft 2018 ausgewählt. Unmittelbar im Anschluss wurde er an die Philadelphia 76ers abgegeben, die im Gegenzug die Rechte für die an 56. und 60. ausgewählten Spielern (Ray Spalding und Kostas Antetokounmpo) abgaben. Am 26. Juli unterzeichnete Milton einen Zwei-Wege-Vertrag mit Philadelphia, sodass er auch für die Fördermannschaft der 76ers, die Delaware Blue Coats (NBA G-League), spielberechtigt war. In den ersten 23 Saisonspielen der  Saison 2018/19 wurde Milton nicht in den Kader berufen, sodass er sein NBA-Debüt erst am 30. November 2018 gegen die Washington Wizards gab. Er erzielte dabei fünf Punkte und steuerte zwei Assists bei. Milton kam in dieser Rookie-Saison auf insgesamt 20 Spiele, in denen er ausnahmslos von der Ersatzbank kommend ins Geschehen eingriff. In durchschnittlich 13,4 Minuten pro Spiel erzielte er im Durchschnitt 4,4 Punkte, 1,8 Rebounds und 0,9 Assists. Den Bestwert jener Saison verzeichnete er am 25. März 2019 gegen die Orlando Magic, als er 13 Punkte erzielte. Durch den Zwei-Wege-Vertrag wurde Milton immer wieder auch bei den Delaware Blue Coats eingesetzt, für die er in 27 Spielen durchschnittlich 24,9 Punkte (viertbester Werte jener Saison in der G-League), 5,2 Assists und 4,8 Rebounds pro Spiel auflegte.
Vor dem Beginn der Saison 2019/20 unterzeichnete Milton einen Vierjahresvertrag mit Philadelphia. Zu Beginn der Saison hatte Milton mit Verletzungsprobleme zu kämpfen und kam nur sporadisch zum Einsatz. Erst ab dem 46. Spieltag, an dem Milton zu seinem 13. Einsatz in der Saison kam, wurde er wieder im Kader berücksichtigt und stand in den meisten Spiele in der Anfangsaufstellung. Am 30. Januar 2020 erzielte er im Spiel gegen die Atlanta Hawks seinen zwischenzeitlichen NBA-Karrierehöchstwert von 27 Punkten. Am 1. März 2020 gelang es ihm, seinen bisherigen Karrierehöchstwert bei der 130:136-Niederlage bei den Los Angeles Clippers deutlich auf 39 Punkte zu verbessern. Er egalisierte während des Spiels außerdem den NBA-Rekord mit 13 aufeinanderfolgenden erfolgreichen Dreipunktwürfen (über mehrere Spiele).
Im Spieljahr 2022/23 wirkte Milton in 76 Spielen mit, gehörte in elf Begegnungen der Anfangsaufstellung an. Er brachte es auf einen Mittelwert von 8,4 Punkten und bereitete im Durchschnitt 3,2 Korberfolge seiner Mannschaftskameraden vor.
Im Juli 2023 gaben die Minnesota Timberwolves Miltons Verpflichtung bekannt. Im weiteren Verlauf des Spieljahres 2023/24 stand er auch bei den Detroit Pistons und dann bei den New York Knicks unter Vertrag. Er war bei den Mannschaften jeweils Ergänzungsspieler. Im Juli 2024 gelangte er im Rahmen eines Tauschgeschäfts zu den Brooklyn Nets.
Am 29. Dezember 2024 wurde er zusammen mit Dorian Finney-Smith an die Los Angeles Lakers abgegeben. Im Sommer 2025 nahm Milton ein Angebot von KK Partizan Belgrad an.

## Karriere-Statistiken

### NBA

#### Hauptrunde
| Saison  | Team                           | GP  | GS | MPG  | FG % | 3P % | FT % | RPG | APG | SPG | BPG | PPG  |
| ------- | ------------------------------ | --- | -- | ---- | ---- | ---- | ---- | --- | --- | --- | --- | ---- |
| 2018–19 | Philadelphia                   | 20  | 0  | 13.4 | .391 | .318 | .714 | 1.8 | 0.9 | 0.4 | 0.4 | 4.4  |
| 2019–20 | Philadelphia                   | 40  | 24 | 20.1 | .484 | .430 | .785 | 2.2 | 2.6 | 0.5 | 0.2 | 9.4  |
| 2020–21 | Philadelphia                   | 63  | 4  | 23.2 | .450 | .350 | .830 | 2.3 | 3.1 | 0.6 | 0.3 | 13.0 |
| 2021–22 | Philadelphia                   | 55  | 6  | 21.4 | .429 | .323 | .836 | 2.6 | 2.5 | 0.5 | 0.3 | 8.2  |
| 2022–23 | Philadelphia                   | 76  | 11 | 20.6 | .479 | .378 | .853 | 2.5 | 3.2 | 0.3 | 0.2 | 8.4  |
| 2023–24 | Minnesota / Detroit / New York | 48  | 0  | 12.1 | .405 | .281 | .816 | 1.6 | 1.3 | 0.4 | 0.1 | 4.5  |
| 2024–25 | Brooklyn / Los Angeles         | 57  | 2  | 14.7 | .453 | .358 | .797 | 1.8 | 1.8 | 0.4 | 0.1 | 5.5  |
| Gesamt  | Gesamt                         | 359 | 47 | 18.7 | .451 | .358 | .824 | 2.2 | 2.4 | 0.5 | 0.2 | 8.1  |

Stand: Saisonende 2024/25

#### Play-offs
| Saison  | Team         | GP | GS | MPG  | FG % | 3P % | FT %  | RPG | APG | SPG | BPG | PPG  |
| ------- | ------------ | -- | -- | ---- | ---- | ---- | ----- | --- | --- | --- | --- | ---- |
| 2019–20 | Philadelphia | 4  | 4  | 31.5 | .477 | .400 | .857  | 3.3 | 2.8 | 0.5 | 0.0 | 14.5 |
| 2020–21 | Philadelphia | 12 | 0  | 10.1 | .319 | .421 | .933  | 0.8 | 0.8 | 0.3 | 0.1 | 4.3  |
| 2021–22 | Philadelphia | 12 | 0  | 13.2 | .474 | .533 | .800  | 1.6 | 0.9 | 0.5 | 0.3 | 5.0  |
| 2022–23 | Philadelphia | 6  | 0  | 3.5  | .600 | .000 | 1.000 | 0.5 | 0.3 | 0.3 | 0.0 | 1.3  |
| 2023–24 | New York     | 4  | 0  | 5.5  | .000 | .000 | .833  | 0.3 | 0.5 | 0.3 | 0.0 | 1.3  |
| 2024–25 | Los Angeles  | 2  | 0  | 2.0  | .000 | –    | .000  | 0.0 | 0.0 | 0.0 | 0.0 | 0.0  |
| Gesamt  | Gesamt       | 40 | 4  | 11.3 | .404 | .419 | .860  | 1.1 | 0.9 | 0.4 | 0.1 | 4.6  |

Stand: Saisonende 2024/25

### College
| Saison  | Team | GP | GS | MPG  | FG % | 3P % | FT % | RPG | APG | SPG | BPG | PPG  |
| ------- | ---- | -- | -- | ---- | ---- | ---- | ---- | --- | --- | --- | --- | ---- |
| 2015–16 | SMU  | 30 | 23 | 32.7 | .477 | .426 | .725 | 3.0 | 2.7 | .8  | .3  | 10.5 |
| 2016–17 | SMU  | 35 | 35 | 35.4 | .437 | .423 | .758 | 4.1 | 4.5 | 1.3 | .3  | 13.0 |
| 2017–18 | SMU  | 22 | 22 | 36.4 | .449 | .434 | .847 | 4.7 | 4.4 | 1.4 | .6  | 18.0 |
| Gesamt  |      | 87 | 80 | 34.7 | .452 | .427 | .791 | 3.9 | 3.9 | 1.1 | .4  | 13.4 |

## Auszeichnungen
- 2014–15 Gatorade State Player of the Year
- 2015 Tulsa World Player of the Year
- 2015 Oklahoma Super 5 Player of the Year
- 2016 AAC-All-Rookie-Team